# بلیندن مارک
بلیندن مارک (به آلمانی: Blindenmarkt) یک منطقهٔ مسکونی در اتریش است که در ناحیه ملک واقع شده‌است. بلیندن مارک ۲٬۷۲۴ نفر جمعیت دارد.